# Rashard Odomes
Rashard Marque Odomes (Copperas Cove (Texas), 21 de diciembre de 1996) es un jugador de baloncesto estadounidense que pertenece a la plantilla del Hapoel Gilboa Galil de la Ligat ha'Al, la primera categoría del baloncesto israelí. Con 1,98 metros de estatura, juega en la posición de escolta.

## Trayectoria deportiva
Es un escolta formado en Copperas Cove High School de su ciudad natal, antes de ingresar en 2015 en la Universidad de Oklahoma, situada en la ciudad de Norman, Oklahoma, donde jugó durante cuatro temporadas la NCAA con los Oklahoma Sooners, desde 2015 a 2019.
Tras no ser elegido en el Draft de la NBA de 2019, firma por el Umeå BSKT de la Basketligan sueca.
En la temporada 2020-21, firma por el Joensuun Kataja de la Korisliiga.
En la temporada 2021-22, firma por el FC Porto con el que disputa la LPB y la Eurocup.
En la temporada 2022-23, Odomes firmó con el Hapoel Gilboa Galil de la Ligat ha'Al israelí.